# The Bobbettes
The Bobbettes was een Amerikaanse meidengroep.

## Bezetting
- Emma Pought[5]
- Janice Pought[6]
- Laura Webb[7]
- Helen Gathers[8]
- Reather Dixon[9]

## Geschiedenis
De vijfkoppige meidengroep werd opgericht in Harlem als The Harlem Queens. Tijdens een amateurconcert in het Apollo Theater in New York werden ze ontdekt door de platenproducent James Daily, die hun een contract bezorgde bij Atlantic Records.
Al de eerste single Mr. Lee van de toentertijd 11 tot 13-jarige meiden werd een hit en haalde de single- (#6), de bestseller- (#7) en de r&b-hitlijst (#1), waarin de song zich vier weken kon handhaven op de nummer 1-positie.
Na een reeks succesloze platen verliet de groep Atlantic Records, omdat het label de song I Shot Mr. Lee niet wilde uitbrengen. De single verscheen bij het kleine label Triple X Records en haalde de hitlijst (#52), wat Atlantic Records overhaalde om het aanvankelijk afgewezen nummer ook uit te brengen.
Eveneens in 1960 konden The Bobbettes zich plaatsen in de Amerikaanse hitlijst met hun volgende singles Have Mercy Baby / Dance With Me Georgia, waarbij laatstgenoemde een twistversie van de hit Dance With Me Henry van Georgia Gibbs was. In 1961 wisselden The Bobbettes naar Gone Records, waar hun met het nummer I Don't Like It Like That, een antwoordsong op I Like It Like That van Chris Kenner, nog een keer een bescheiden platensucces werd gegund (#72).
Ondanks veelvuldige wissels van de labels (er verschenen vanaf 1962 singles bij Jubilee Records, Diamond Records, RCA Records en Mayhew Records) hadden The Bobbettes geen verdere hitsuccessen meer en werden ze in 1964 als groep ontbonden. Enkele groepsleden traden tot in de jaren 1980 nog op.

## Discografie
- 1957: Mr. Lee / Look At The Stars (Atlantic Records)
- 1957: Speedy / Come-A Come-A (Atlantic Records)
- 1958: Zoomy / Rock And Ree-Ah-Zole (Atlantic Records)
- 1958: The Dream / Um Bow Bow (Atlantic Records)
- 1959: Don't Say Goodnight / You Are My Sweetheart (Atlantic Records)
- 1960: I Shot Mr. Lee / Untrue Love (Atlantic Records)
- 1960: I Shot Mr. Lee / Billy (Triple X)
- 1960: Dance With Me Georgie / Have Mercy Baby (Triple X)
- 1960: I Cried / Oh My Papa (Galliant)
- 1961: Teach Me Tonight / Mr. Johnny Q. (End)
- 1961: I Don't Like It Like That. Part 1 / Part 2 (Gone)
- 1961: I Don't Like It Like That / Mr. Johnny Q. (Gone)
- 1961: Oh Mein Papa / Dance With Me Georgie (King)
- 1961: Looking For A Lover / Are You Satisfied? (King)
- 1962: My Dearest / I`m Stepping Out Tonight (King)
- 1962: Over There / Loneliness (Jubilee Records)
- 1962: A Broken Heart / Mama Papa (Jubilee Records)
- 1962: Teddy / Row, Row, Row (Diamond Records)

Van 1963 tot 1965 verschenen vijf verdere singles bij Diamond Records, in 1966 twee singles bij RCA-Victor en tussen 1971 en 1974 drie singles bij Mayhew Records.